# Atențiune! Bandiți!

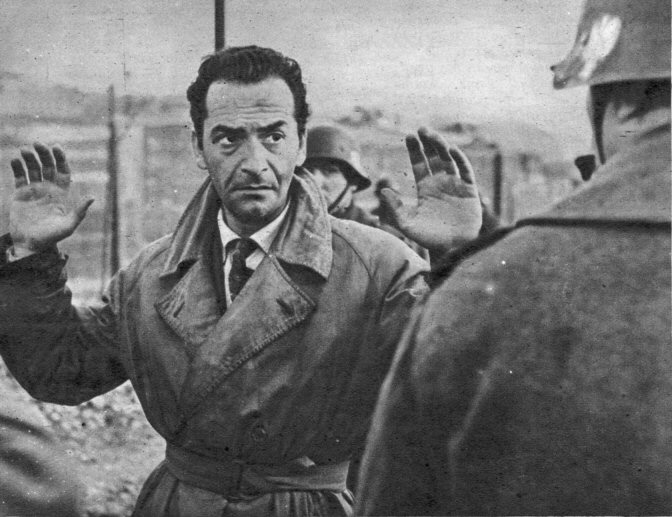
Inginerul (Andrea Checchi), într-o scenă din film

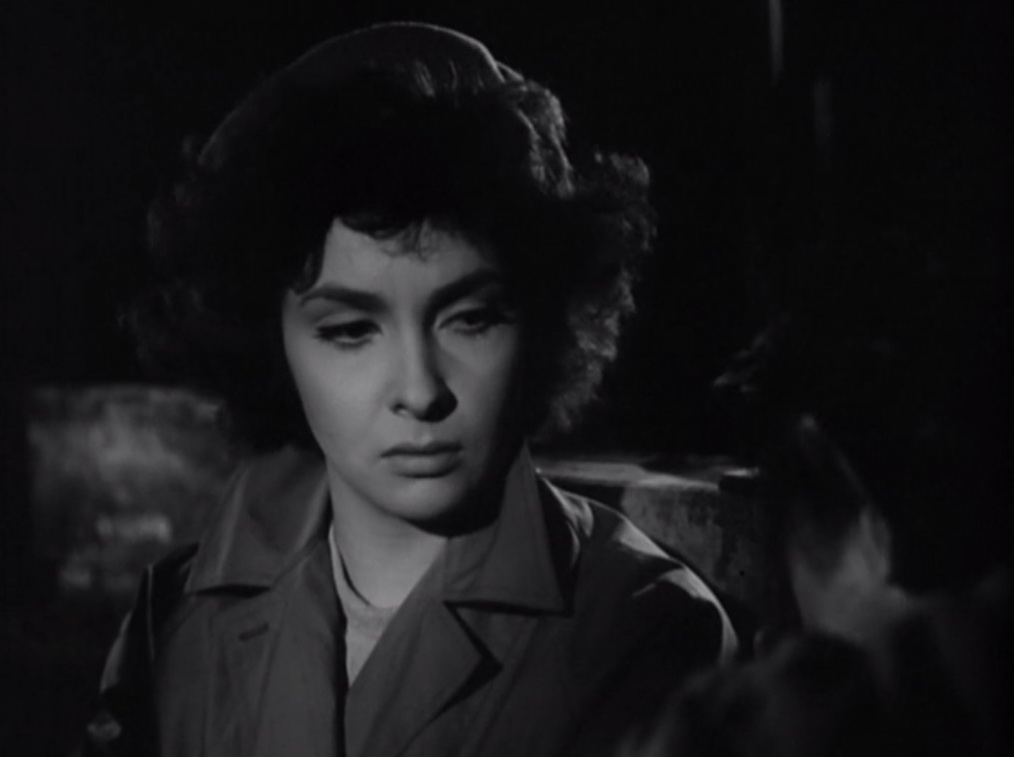
Gina Lollo, într-o scenă din film

Atențiune! Bandiți! (titlul original: în italiană Achtung! Banditi!) este un film dramatic italian, realizat în 1951 de regizorul Carlo Lizzani fiind primul său film de lung metraj. Protagoniștii filmului sunt actorii Gina Lollobrigida, Andrea Checchi, Lamberto Maggiorani și Vittorio Duse.
Atențiune! Bandiți! este un film anti-război neorealist care documentează lupta de rezistență a partizanilor italieni împotriva germanilor în detaliu și cu o autenticitate deosebită. Gina Lollobrigida joacă unul dintre primele ei roluri în ea.

## Conținut
Italia de Nord spre sfârșitul celui de-al Doilea Război Mondial. Sub conducerea liderului lor marcat de război, Lorenzo, un mic grup de partizani se luptă greu prin munți în drum spre Genova. 
Este iarnă, luptătorii sunt înfometați și slab dotați. Unii dintre partizani sunt căutați prin scrisori de ordonanță. Germanii îi numesc cu dispreț „bandiți”. 
Țelul grupului lui Lorenzo este o fabrică de muniție importantă din punct de vedere strategic, care este controlată de soldații germani. Muncitorii fabricii, italieni, au reușit totuși să înființeze un depozit secret de arme, riscându-și viața, cu scopul de a dota grupul de luptă al partizanilor. 
Dar contactarea muncitorilor se dovedește a fi dificilă și extrem de periculoasă. În timp ce soldații germani supraveghează demontarea fabricii pentru a încărca utilajele valoroase pe trenuri, ca să le trimită în Germania, Lorenzo și oamenii săi își găsesc adăpost în vila unui fost diplomat. 
Așteptarea unui moment favorabil este groaznică pentru bărbați. Deghizat în muncitor, Lorenzo intră în sfârșit în legătură cu inginerul care conduce fabrica. În biroul său lucrează desenatoarea tehnică Anna, al cărei frate colaborează cu nemții. Este oare și Anna o trădătoare? 

## Distribuție
- Gina Lollobrigida – Anna
- Andrea Checchi – inginerul
- Lamberto Maggiorani – Marco
- Vittorio Duse – Domenico
- Giuseppe Taffarel – Vento
- Pietro Tordi – diplomatul
- Giuliano Montaldo – comisarul Lorenzo
- Maria Laura Rocca – amanta diplomatului
- Franco Bologna – soțul
- Bruno Berellini – blondul
- Pietro Ferrero – partizan
- Franco Tardini –
- Franco De Nicola –
- Sauro Burzoni –
- Mario Ravaschio –
- Ferdinando Costa – oficialul german
- Lucia Feltrin – curiera
- Domenico Grassi – un soldat german (nemenționat)
- Giuseppe Mantero – Pietro (nemenționat)

## Premii
- 1952 Premiul pentru realizare la Festivalul de Film de la Karlovy Vary